# Die Astro-Dinos
Die Astro-Dinos (Originaltitel Dinosaucers) ist eine US-amerikanisch-kanadische Zeichentrickserie aus dem Jahr 1987. Sie umfasst 65 Folgen.
Die Serie wurde auf Syndikation in den Vereinigten Staaten im Jahr 1987 ausgestrahlt und in Deutschland im Jahr 1992 auf Sat.1.

## Handlung
Die vier Teenager Ryan, seine Schwester Sarah, Paul und David beobachten eines Nachts, wie ein riesiges Raumschiff in Form eines Flugsauriers landet. Heraus kommen hochentwickelte Dinosaurier, die sich selbst Astro-Dinos nennen und vom Planeten Reptilion stammen. Die Teenager freunden sich mit den Astro-Dinos an und gründen den geheimen Astro-Club. Als Mitgliedszeichen trägt jeder der vier Freunde einen Ring, der ihnen auf Knopfdruck Agilität und Kraft verleiht und als Funkgerät dient. Die Astro-Dinos sind zur Erde gereist, weil ihre Erzfeinde die Tyrannos, die ebenfalls von Reptilion abstammen, die Erde erobern wollen. Daraus ergeben sich spannende Abenteuer.

## Charaktere

### Die Astro-Dinos
Die Astro-Dinos sind entwickelte Dinosaurier vom Planeten Reptilion und sind zur Erde gereist, weil die Tyrannos die Erde erobern wollen. Sie können sich in ihre prähistorische Vorfahren verwandeln, wenn sie auf einen Knopf hinter ihren Symbolen drücken, die sich auf ihre Uniform befindet. Sie bestehen aus acht Mitgliedern.
- Allo ist ein entwickelter Allosaurus. Er ist der Anführer der Astro-Dinos. Er ist der Neffe des Dinozauberers und der Dinozauberin. Auf Reptilion hat er eine Frau namens Vera und eine Tochter namens Alloette. Für Allo zählt nur die Zusammenarbeit und setzt Gewalt immer als letztes Mittel ein.
- Tricero ist ein entwickelter Triceratops. Auf Retilion war er ein guter Polizist, bevor er Mitglied der Astro-Dinos wurde. Er steht Allo immer zur Seite.
- Reparo (orig. Dimetro) ist ein entwickelter Dimetrodon. Er ist der Techniker der Astro-Dinos und repariert gerne mit Paul die Maschinen.
- BrontoDino (orig. BrontoThunder) ist ein entwickelter Brontosaurus. Er ist der stärkste von den Astro-Dinos und verlässt sich auf seine Muskeln. Er ist immer bereit seinen Kameraden und Freunden zu helfen. Er gerät besonders in Wut wenn Sarah in großer Gefahr ist.
- Stego ist ein entwickelter Stegosaurus. Er neigt dazu, etwas ängstlich zu sein, doch trotz allen hilft er seinen Freunden.
- Kephalo (orig. Bonehead) ist ein entwickelter Pachycephalosaurus. Er ist Allos Neffe und neigt dazu etwas leichtgläubig und kindisch zu sein. Doch er tut alles um sich zu beweisen.
- Amphibio (orig. Ichy) ist ein entwickelter Ichthyosaurus. Er hat die Fähigkeit sich mit Meereslebewesen zu unterhalten, wenn er genau zuhört. Er ist heimlich in Archäo verliebt.
- Archäo (orig. Teryx) ist ein entwickelter Archaeopteryx. Auf Reptilion war sie eine Schauspielerin, bis sie zur Wissenschaftlerin und Technikerin der Astro-Dinos wurde. Archäo vertraut Sarah an, dass sie in Amphibio verliebt ist. Sie würde Amphibio gerne ihre Liebe gestehen, aber sie glaubt, dass eine Beziehung nie funktionieren würde, weil sie ein Astro-Dino der Lüfte und Amphibio ein Astro-Dino des Wassers ist.

### Die geheimen Astro-Scouts
Die geheimen Astro-Scouts bestehen aus vier Freunden und sind die Verbündeten der Astro-Dinos.
- Ryan Spencer ist der Anführer der geheimen Astro-Scouts. Er ist Sarahs älterer Bruder und verbringt Zeit mit seinen besten Freunden Paul und David.
- Sarah Spencer ist Ryans jüngere Schwester. Ihrer Leidenschaft ist das Turnen und begleitet gerne ihren Bruder und ihren Freunden bei Abenteuern.
- Paul ist fasziniert von Technik und repariert gerne mit Reparo die Maschinen.
- David ist der humorvollste von seinen Freunden und ist sehr abenteuerlustig, was ihn manchmal in große Schwierigkeiten bringt.

### Die Tyrannos
Die Tyrannos sind auch entwickelte Dinosaurier und die Erzfeinde der Astro-Dinos. Sie stammen auch aus Reptilion und wollen sowohl ihren gesamten Heimatplaneten als auch die Erde beherrschen. Sie bestehen aus sieben Mitgliedern.
- Ghengis Rex ist ein entwickelter Tyrannosaurus Rex. Er ist der Anführer der Tyrannos. Er denkt sich die hinterhältigsten Pläne aus, um die Astro-Dinos zu besiegen und Herrscher der Erde zu werden. Für ihn sind die Menschen nur „Säugetiere“. Er empfindet sehr viel für Archäo.
- Ankylo ist ein entwickelter Ankylosaurus. Er ist der Navigator der Tyrannos, aber er ist etwas vertrottelt und bietet Rex immer verrückte Ideen an. Als Zeichen seiner Unterwürfigkeit nennt er Rex immer „großer Saurierhäuptling“, was Rex überhaupt nicht ausstehen kann.
- Brachio ist ein entwickelter Brachiosaurus. Er ist sehr aufbrausend, verlässt sich ganz auf seine Muskeln und neigt dazu erst zu handeln und dann zu denken.
- Styraco ist ein entwickelter Styracosaurus. Auf Reptilion war er ein sehr schlechter Zahnarzt und ist der Techniker der Tyrannos.
- Plesio ist ein entwickelter Plesiosaurus. Wie Amphibio besitzt auch er die Fähigkeit sich mit Meerestieren zu unterhalten.
- Quacko (orig. Quackpod) ist ein entwickelter Hadrosaurus. Auf Reptilion war er Moderator einer Show namens TV-Schnabeltier. Er ist der Witzbold der Tyrannos und spielt gerne Streiche.
- Dactylo (orig. Terrible Dactyl) ist ein entwickelter Pteranodon. Er ist der fliegende Spion der Tyrannos.

## Entstehung und Veröffentlichungen
Die von DiC Entertainment in Zusammenarbeit mit Ellipse Programmé entstandene Fernsehserie wurde beginnend im Jahr 1987–1988 im amerikanischen Fernsehen gezeigt. Sie umfasste 65 Folgen, die von sehr verschiedenen Autoren verfasst wurden. Zu ihnen zählten Diane Duane, Michael Uslan, S. P. Somtow und Bill Fawcett. Die Serie wurde jedoch vorzeitig abgesetzt und Pläne die Serie mit einer groß angelegten Spielzeuglinie zu ergänzen verschwanden in der Schublade, obwohl kurz zuvor noch die ersten Prototypen der Spielfiguren präsentiert wurden.
Die Sendung und ihre Charaktere befanden sich im Besitz von Coca-Cola, da das Unternehmen zum Zeitpunkt der Erstellung der Serie Columbia Pictures besaß. Die derzeitigen Rechte liegen nach dem Aufkauf von Columbia bei Sony Pictures Television.
In den Vereinigten Staaten erschienen Teile der Serie auf vier VHS-Kassetten, die im Jahr 1994 veröffentlicht wurden. Jede der Kassetten enthielt zwei Folgen der Serie in nicht chronologischer Reihenfolge. Im Vereinigten Königreich erschienen im gleichen Jahr zwei Kassetten im PAL-Format, die jeweils fünf Folgen enthielten. Eine Veröffentlichung auf DVD gab es bisher nicht und es werden auch keine neuen Datenträger mehr angeboten.

## Synchronisation
| Rolle           | Englische Sprecher   | Deutsche Sprecher |
| --------------- | -------------------- | ----------------- |
| Allo            | Len Carlson          | Jan Spitzer       |
| Quackpot        | Len Carlson          | Erwin Schastok    |
| Tricero         | Rob Cowan            |                   |
| Bonehead        | Marvin Goldhar       |                   |
| Bronto          | Marvin Goldhar       | Tilo Schmitz      |
| Genghis Rex     | Dan Hennessey        | Karl Schulz       |
| Plesio          | Dan Hennessey        |                   |
| Stego           | Ray Kahnert          | Dieter Kursawe    |
| Styraco         | Gordon Masten        |                   |
| Brachio         | Don McManus          | Marlin Wick       |
| Teryx           | Edie Mirman          |                   |
| Princess Dei    | Louise Vallance      |                   |
| Ryan            | Simon Reynolds       | David Nathan      |
| Sarah           | Barbara Lynn Redpath | Debora Weigert    |
| Ankylo          | John Stocker         |                   |
| Terrible Dactyl | John Stocker         | Georg Tryphon     |
| David           | Leslie Toth          |                   |
| Dimetro         | Chris Wiggins        | Gerd Holtenau     |
| Ichy            | Thick Wilson         |                   |
| Paul            | Richard Yearwood     |                   |

## Episodenliste
| Nummer | Deutsch Titel                         | Originaltitel                                              | Autor                                                                                 | Erstausstrahlung (Nordamerika) | Erstausstrahlung (Deutschland) |
| ------ | ------------------------------------- | ---------------------------------------------------------- | ------------------------------------------------------------------------------------- | ------------------------------ | ------------------------------ |
| 1      | Das vergessene Tal                    | Dinosaur Valley                                            | Diane Duane                                                                           | 14. September 1987             |                                |
| 2      | Das menschliche Ballspiel             | Take us Out to the Ballgame                                | Michael E. Uslan                                                                      | 15. September 1987             |                                |
| 3      | Keine Zeit zum Feiern                 | Happy Egg Day to You                                       | Diane Duane                                                                           | 16. September 1987             |                                |
| 4      | Zwei Saurier in Hollywood             | Hooray for Hollywood                                       | Felicia Maliani                                                                       | 17. September 1987             |                                |
| 5      | Kampf der Saurier in New York City    | Divide and Conquer                                         | Michael E. Uslan                                                                      | 18. September 1987             |                                |
| 6      | Der große Superheld                   | A Real Super Hero                                          | Brooks Wachtel                                                                        | 21. September 1987             |                                |
| 7      | Hamburger mit Ladehemmung             | Burgers Up!                                                | Ron Harris                                                                            | 22. September 1987             |                                |
| 8      | Saurier-Wandertag                     | Be Prepared                                                | Mike O’Mahony                                                                         | 23. September 1987             |                                |
| 9      | Klein, aber oho                       | That Shrinking Feeling                                     | Doug Molitor                                                                          | 24. September 1987             |                                |
| 10     | Saurier-Rock                          | Rockin' Reptiles                                           | Felicia Maliani                                                                       | 25. September 1987             |                                |
| 11     | Das Seemonster-Baby                   | Sleeping Booty                                             | Ron Harris & Diane Duane                                                              | 28. September 1987             |                                |
| 12     | Saurier-Schneeballschlacht            | The First Snow                                             | Michael E. Uslan                                                                      | 29. September 1987             |                                |
| 13     | Wer anderen eine Grube gräbt          | Trick or Cheat                                             | Michael E. Uslan & Diane Duane                                                        | 30. September 1987             |                                |
| 14     | Der Überläufer                        | Defective Defector                                         | Doug Molitor                                                                          | 1. Oktober 1987                |                                |
| 15     | Vergebliche Liebesmüh                 | For The Love Of Teryx                                      | Felicia Maliani                                                                       | 2. Oktober 1987                |                                |
| 16     | Jedem Saurier sein Haustier           | A Man's Best Friend Is His Dogasaurus                      | Michael E. Uslan                                                                      | 5. Oktober 1987                |                                |
| 17     | Jeder Saurier sollte Samba lernen     | Carnivore In Rio                                           | S. P. Somtow                                                                          | 6. Oktober 1987                |                                |
| 18     | Ein Liedchen auf den Saurierlippen    | Frozen Fur Balls                                           | J. Vornholt & S. Robertson                                                            | 7. Oktober 1987                |                                |
| 19     | Der schönste Schatz für einen Saurier | Hook, Line And Stinker                                     | Avril Roy-Smith & Richard Mueller                                                     | 8. Oktober 1987                |                                |
| 20     | Kampf der Giganten                    | The Prehistoric Purge                                      | Walt Kubiak & Eliot Daro                                                              | 9. Oktober 1987                |                                |
| 21     | Dinosaurier und Drachen               | The Truth About Dragons                                    | Doug Molitor                                                                          | 12. Oktober 1987               |                                |
| 22     | In den Pyramiden                      | Chariots Of The Dinosaucers                                | S. P. Somtow                                                                          | 13. Oktober 1987               |                                |
| 23     | Saurier-Eier                          | Eggs Mark The Spot                                         | Avril Roy-Smith & Richard Mueller                                                     | 14. Oktober 1987               |                                |
| 24     | Sauriermutter und Sauriersohn         | Mommy Dino-Dearest                                         | Brooks Wachtel                                                                        | 15. Oktober 1987               |                                |
| 25     | Die Sprache der Wale                  | The Whale's Song                                           | Durnie King                                                                           | 16. Oktober 1987               |                                |
| 26     | Der allzu neugierige Reporter         | Inquiring Minds                                            | Mark Cassutt                                                                          | 19. Oktober 1987               |                                |
| 27     | Gefährliche Computerspiele            | War Of The Worlds...II                                     | Dennis O’Flaherty                                                                     | 20. Oktober 1987               |                                |
| 28     | Farntag                               | Beach Blanket Bonehead                                     | Chris Bunch & Allan Cole                                                              | 21. Oktober 1987               |                                |
| 29     | Im wilden Saurierwesten               | The Bone Ranger And Bronto                                 | David Bischoff & Ted Pedersen                                                         | 22. Oktober 1987               |                                |
| 30     | Aschenbrödel und die gute Saurierfee  | Cindersaurus                                               | Cherie Wilkerson                                                                      | 23. Oktober 1987               |                                |
| 31     | Aloha Stego!                          | Trouble In Paradise                                        | Martha Moran                                                                          | 24. Oktober 1987               |                                |
| 32     | Der Krallenball                       | Monday Night Clawball                                      | Michael E. Uslan (Geschichte); J. Vornholt & S. Robertson                             | 27. Oktober 1987               |                                |
| 33     | Kleine und große Fische               | Age Of Aquariums                                           | Michael E. Uslan (Geschichte); Cherie Wilkerson                                       | 28. Oktober 1987               |                                |
| 34     | Der Duft der großen Saurier           | Scents Of Wonder                                           | S. P. Somtow                                                                          | 29. Oktober 1987               |                                |
| 35     | Der kleine Vogel                      | Fine-Feathered Friends                                     | Felicia Maliani                                                                       | 30. Oktober 1987               |                                |
| 36     | Das Schnee-Lama                       | Allo & Cos-Stego Meet The Abominable Snowman               | Michael E. Uslan (Geschichte); Brooks Wachtel                                         | 2. November 1987               |                                |
| 37     | April April!                          | The Quack-Up Of Quackpot                                   | Michael E. Uslan                                                                      | 3. November 1987               |                                |
| 38     | Ein Super-Saurier                     | It's An Archaeopteryx – It's A Plane – It's Thunder-Lizard | Michael E. Uslan (Geschichte); Arthur Byron Cover                                     | 4. November 1987               |                                |
| 39     | Auch Saurier müssen zur Schule        | Teacher's Pest                                             | Doug Molitor                                                                          | 5. November 1987               |                                |
| 40     | Kartoffelchips oder Mikrochips        | Dino-Chips!                                                | S. P. Somtow                                                                          | 8. November 1987               |                                |
| 41     | Monster Riesenfuß                     | The Heart And Sole Of Bigfoot                              | Michael E. Uslan (Geschichte); David Bischoff & Ted Pedersen                          | 9. November 1987               |                                |
| 42     | Karatesaurier in Japan                | Karatesaurus Wrecks                                        | Michael E. Uslan (Geschichte); David Wise                                             | 10. November 1987              |                                |
| 43     | Ein Monster namens Nessie             | Lochs And Bay Gulls                                        | Michael E. Uslan                                                                      | 11. November 1987              |                                |
| 44     | Der trojanische Pferdesaurier         | The Trojan Horseasaurus                                    | Ellen Goun                                                                            | 12. November 1987              |                                |
| 45     | Ein böser Sauriertraum                | We're Off To See The Lizard                                | Michael E. Uslan & Felicia Maliani                                                    | 15. November 1987              |                                |
| 46     | Der Saurier-Virus                     | Seeing Purple                                              | Susan Ellison                                                                         | 16. November 1987              |                                |
| 47     | Gibt es den Saurier-Weihnachtsmann?   | There's No Such Thing As Stego-Claws                       | Michael E. Uslan                                                                      | 17. November 1987              |                                |
| 48     | Die unfreiwilligen Saurierbauern      | Applesaucers                                               | Michael E. Uslan                                                                      | 18. November 1987              |                                |
| 49     | Die ganze Erde ist ein Zirkus         | Reduced For Clarence                                       | Michael E. Uslan (Geschichte); Carla Conway                                           | 19. November 1987              |                                |
| 50     | Angriff der Fusselbälle               | Attack Of The Fur Balls                                    | Clancy Fort                                                                           | 22. November 1987              |                                |
| 51     | Professor Dinoschwachkopf             | Dinosaur Dundy                                             | Michael E. Uslan                                                                      | 23. November 1987              |                                |
| 52     | Ein Dinosaurier-Polizist              | Those Reptilon Nights                                      | Bill Fawcett                                                                          | 24. November 1987              |                                |
| 53     | Dabeisein ist alles                   | The Dinolympics                                            | Bill Fawcett                                                                          | 25. November 1987              |                                |
| 54     | Chemische Experimente                 | Sara Had A Little Lambeosaurus                             | Cherie Wilkerson                                                                      | 26. November 1987              |                                |
| 55     | Die Schöne und Kefalo                 | Beauty And The Bonehead                                    | Brynne Chandler                                                                       | 27. November 1987              |                                |
| 56     | Das Museum der lebenden Menschen      | The Museum Of Natural Humans                               | Michael E. Uslan, Felicia Maliani & Lydia C. Marano                                   | 30. November 1987              |                                |
| 57     | Die Säbelzahnpiraten                  | Saber-Tooth Or Consequences                                | Michael E. Uslan, Craig Miller & Mark Nelson (Geschichte); Craig Miller & Mark Nelson | 1. Dezember 1987               |                                |
| 58     | Das Tyranno-Camp                      | Camp Tyranno                                               | Michael E. Uslan & Beth Bronstein (Geschichte); Beth Bronstein                        | 2. Dezember 1987               |                                |
| 59     | Der ungezogene Babysaurier            | The Babysitter                                             | Gerry Conway                                                                          | 3. Dezember 1987               |                                |
| 60     | Spielzeugwaffen                       | Toy-Ranno Store Wars                                       | Michael E. Uslan & Jody Lynn Nye (Geschichte); Jody Lynn Nye                          | 4. Dezember 1987               |                                |
| 61     | Bis auf die Knochen                   | The T-Bone's Stakes                                        | Michael E. Uslan                                                                      | 7. Dezember 1987               |                                |
| 62     | Die Schuppen der Gerechtigkeit        | Scales Of Justice                                          | Michael E. Uslan                                                                      | 8. Dezember 1987               |                                |
| 63     | Heimweh nach Reptilion                | I Got Those 'Ol Reptilon Blues Again, Mommasaur            | Michael E. Uslan (Geschichte); Todd Johnson                                           | 9. Dezember 1987               |                                |
| 64     | Ein fast menschlicher Saurier         | I Was A Teenage Human                                      | Lydia C. Marano & David Wise (Geschichte); Lydia C. Marano                            | 10. Dezember 1987              |                                |
| 65     | Der Menschenfreund                    | The Friend                                                 | Bill Fawcett                                                                          | 11. Dezember 1987              |                                |